# カール・シュテファン・フォン・エスターライヒ
カール・シュテファン・フォン・エスターライヒ（ドイツ語: Karl Stephan von Österreich, 1860年9月5日 - 1933年4月7日）は、大公（Erzherzog）位を有するハプスブルク＝ロートリンゲン家の成員で、オーストリア＝ハンガリー帝国の軍人、海軍提督。1919年にポーランド国籍を取得し、カロル・ステファン・ハプスブルク＝ロタルィンスキ（ポーランド語: Karol Stefan Habsburg-Lotaryński）と名乗った。ナポレオン戦争期にオーストリア軍司令官として活躍したカール大公の孫に当たる。

## 生涯
ハプスブルク＝ロートリンゲン家の分家であるテシェン公爵家出身のカール・フェルディナント大公の三男として、モラヴィアのブリュン郊外グロース・ゼーロヴィッツ（現在のチェコ領ジドロホヴィツェ）に生まれた。母は同族でハンガリー宮中伯ヨーゼフ・アントン大公の三女エリーザベト・フランツィスカ。兄に二重君主国陸軍の最高司令官を務めたフリードリヒ大公が、姉にスペイン王アルフォンソ12世の王妃マリア・クリスティーナが、また異父姉にバイエルン王ルートヴィヒ3世の王妃マリア・テレジアがいる。第一次世界大戦後に一時ハンガリー王に擁立されたヨーゼフ・アウグスト大公は母方の従弟にあたる。
1879年に海軍士官として入隊、1896年には実務を離れた。しかしその後も軍人としての階級は進み、1901年には提督、1911年には大提督に昇進した。また名誉職である海軍総監の任務も与えられた。しかし第一次世界大戦期は海軍の諸作戦に積極的に関与し、1918年には皇帝カール1世により、カッタロ（現在のモンテネグロ領コトル）の海軍基地で暴動が起きるのを抑えるために視察に行くことを命じられている。また帝国海軍の体制を一新し、ホルティ・ミクローシュを海軍最高司令官にすることを主張していた。
1895年、兄弟とともに伯父のアルブレヒト大公から遺産を相続した。カール・シュテファンはガリツィアのザイブッシュ（現在のポーランド領ジヴィエツ）の広大な所領を受け継ぎ、ザイブッシュの城を本拠とした。一方、海軍提督として軍港都市のポーラ（現在のクロアチア領プーラ）に宮殿を所有し、冬はロシニ島の離宮で暮らした。また、ウィーンにも宮殿を有していた。
1886年2月28日、ウィーンにおいてハプスブルク＝トスカーナ家のカール・ザルヴァトール大公の長女マリア・テレジアと結婚し、間に6人の子供をもうけた。
- エレオノーラ・マリア・インマクラータ・クリスティーナ・ヨーゼファ・ゾステネジア（1886年 - 1974年）　アルフォンス・フォン・クロスと結婚
- レナータ・マリア・カロリーネ・ライネーリア・テレジア・フィロメナ・デジデリア・マカーリア（1888年 - 1935年）　ヒェロニム・ラジヴィウ公（英語版）と結婚
- カール・アルブレヒト・ニコラウス・レオ・グラティアヌス（1888年 - 1951年）
- メヒティルディス・マリア・クリスティーナ・レオーナ・テレジア・ロザーリア・ニコジア（1891年 - 1966年）　オルギェルト・チャルトリスキ公と結婚
- レオ・カール・マリア・キリル・メトート（1893年 - 1939年）
- ヴィルヘルム・フランツ・ヨーゼフ・カール（1895年 - 1948年）

- カール・シュテファン大公とマリア・テレジア大公妃、その子ども達（1896年）
- カール・シュテファン大公（左端）、2人の娘エレオノーラとレナータ、叔母のマリア・カロリーナ大公女（ハンガリー語版）とその夫ライナー大公（英語版）とともに（1908年）

3人の娘のうち、次女レナータと三女メヒティルディスはどちらもポーランド人大貴族と結婚したものの、いずれも王族同士の対等結婚でなかったため、潜在的なオーストリア帝位継承権を放棄せねばならなかった。しかしカール・シュテファンは娘たちの縁組を通じてポーランド貴族との同盟関係を築き、自らがポーランドの国王候補となることを期待していた。長女のエレオノーラは1913年、幼馴染みで父の所有するヨットの船長であったアルフォンス・フォン・クロスとの恋愛結婚に走った。
1916年11月5日、皇帝フランツ・ヨーゼフ1世とドイツ皇帝ヴィルヘルム2世の共同宣言により衛星国としてポーランド摂政王国の建国が決まった際、カール・シュテファンは一時的にこのポーランド国家の国王候補となった。ガリツィアの大地主であり、ポーランド語を流暢に話し、2人の娘をポーランド最有力の大貴族であるラジヴィウ家とチャルトリスキ家に嫁がせていたことがその要因であった。
カール・シュテファンがポーランド王として戴冠するには、ハプスブルク＝ロートリンゲン家家長である皇帝カール1世の認可を得る必要があった。ところが自らポーランド王となる野心を抱くカール1世は認可を渋り、最終的には拒絶した。また、ラジヴィウ家とチャルトリスキ家も心情的に親露派であり、姻戚であるカール・シュテファンを積極的に支援しなかった。さらに、ガリツィアのウクライナ人がカール・シュテファンの三男ヴィルヘルムを国王に推戴してウクライナ民族国家を建設する運動を起こしたため、事態はさらに混乱した。
1918年にジヴィエツがポーランド共和国領に組み込まれた後、カール・シュテファンはポーランド国籍を取得してガリツィアの地主としての余生を送り、1933年に死去した。